# 陈联
披耶·拉差社提，暹羅（泰國）吞武里王國將領。他是一名泰國華人，本名陳聯（潮州話：dang5 liêng5；越南语：／），又稱昭科聯（เจ้าขรัวเหลียน）、披耶·拉差社提·秦（พระยาราชาเศรษฐี จีน）。曾於1771年至1773年期間奉鄭昭之命統治河僊鎮。在此之前，他以鑾·披披（หลวงพิพิธ）、披耶·披披（พระยาพิพิธ）之名為人所知。
陳聯的早期事跡眾説紛紜。尼迪·堯西翁提出陳聯就是早期的坤·披披瓦提（ขุนพิพิธวาที），原為阿瑜陀耶王國的一名華人小官。1767年，他跟隨鄭昭從阿瑜陀耶進軍莊他武里。陳聯是鄭昭最早期的追隨者之一，與他與鄭昭一樣都是潮州人的後裔。同年，坤·披披瓦提率領中國軍團鎮壓羅勇府當地抵抗力量。櫻井由躬雄和北川香子提出，陳聯與潮商海盜陳太（越南语：／）是同一人。據《大南列傳前編·卷六》記載，陳太於景興己丑年（1769年）春聚眾於巴馬山，聯合鄚崇、鄚寬為內應，圖謀佔據河僊，被河僊鎮統治者鄚天賜擊敗。此後陳太逃往暹羅的莊他武里投奔鄭昭，更名為堅（เจียม）。
無論其出身如何，陳聯的艦隊在1767年10月鄭昭從莊他武里出發重新征服暹羅的戰爭時就與鄭昭產生過交集。披耶·披披與披耶·披猜拉差一起作為先鋒，參與進攻駐扎在朴訕東（Phosamton，在阿瑜陀耶附近）的緬甸軍隊。此戰勝利後，鄭昭建立吞武里王朝，陳聯代行「帕康」（或稱科沙鐵菩提）職權，掌管對外貿易及財政事務，但並無「帕康」頭銜。De Fels提出陳聯的頭銜全稱為達叻府府尹Phraya Phiphit Phokhakorn。1768年清廷派游擊鄭瑞抵達河僊鎮調查暹羅事件時，陳聯的名字作為丕雅新（鄭昭）追隨者的名字出現在報告中。
1769年，鄭昭派披耶·科沙·陳聯（Phraya Kosa Tang Lieng）帶領暹羅軍隊經巴真武里攻打柬埔寨，並成功地短暫佔領了馬德望。然而此戰役並不成功。同年河僊鎮的鄚天賜派陳大力率領水軍攻擊莊他武里，被暹羅守將陳來（越南语：／）擊退。櫻井由躬雄和北川香子提出陳來與陳聯、陳太都是同一個人。
1771年，鄭昭親率大軍數萬攻打河僊鎮，以陳聯為元帥、楊進宗為先鋒。越南史料《大南實錄》提到此時陳聯的官職是「昭科」（越南语：／），「昭科」是泰語「昭坤」（เจ้าขุน）的音譯。河僊鎮戰敗，其統治者鄚天賜僅以身免，出逃鎮江（今越南芹苴），陳聯領兵追擊，被阮主將領宋福洽擊敗。鄭昭佔領河僊之後，委任陳聯為「披耶·拉差社提」（พระยาราชาเศรษฐี），成為河僊的總督。他代行的「帕康」職權則被轉交給另一名華僑披耶·披猜·埃沙萬（楊進宗）。在泰國史料中，陳聯被稱為「披耶·拉差社提·秦」（พระยาราชาเศรษฐี จีน），意為「中國的披耶·拉差社提」；鄚天賜則被稱為「披耶·拉差社提·阮」（พระยาราชาเศรษฐี ญวน），即「越南的披耶·拉差社提」之意。
翌年即1772年，鄚天賜向清廷報告自己城市的陷落：
去年鄭新親率大軍數萬，以陳捷爲元帥、貢船長楊進宗爲先鋒。十月初八日壓境。卑鎭寡不敵眾，三日城陷，僅以身免。——
越南史料也記載：
冬十月，暹王以昭翠投河僊恐為後患，乃發水步兵二萬，以白馬盜陳太為嚮導圍河僊鎮。——
1772年，阮主阮福淳派出部隊反攻佔領河僊，陳聯出逃到柬埔寨的貢布，受到當地總督屋牙班里瑪（Oknha Panglima）的庇護和支持。三天後陳聯組織了一隻艦隊重新奪取河僊，並將此事向鄭昭報告。鄭昭意識到暹羅對河僊鎮的統治已經無法維持，便於1773年下令陳聯主動撤離河僊鎮，將其歸還給鄚天賜。
此戰之後，人們對其事跡知之甚少，其職責轉變為指揮鄭昭的中國軍團。1775年邦膠戰役期間，陳聯奉命率領中國軍團保衛叻武里。瑪哈·希哈修亞率領緬甸軍隊入侵時，鄭昭親率軍隊北上解救彭世洛之圍，陳聯負責守衛那空沙旺的皇家補給線。
吞武里王國末期，陳聯成為了潮州僑民社群的領袖。一張緬甸地圖顯示陳聯的住宅位於昭披耶河東岸，在吞武里的對岸，被潮州人社群所環繞，暗示著他有能力成為潮州僑民的領袖。1782年，拉瑪一世國王將暹羅首都從吞武里遷到昭披耶河對岸的曼谷，並下令將陳聯和潮州僑民遷往三聘街居住。